# Riza Durmisi
Riza Durmisi (Ishøj, 8 gennaio 1994) è un calciatore danese, di origini albanesi, difensore o centrocampista del Nea Salamis.

## Biografia
Nasce a Ishøj, cittadina danese della periferia di Copenaghen, l'8 gennaio 1994, da genitori albanesi.

## Caratteristiche tecniche
Può ricoprire sia il ruolo di terzino che di ala sinistra (ruolo che occupava inizialmente). La spinta offensiva è una delle sue caratteristiche principali, che riesce a sfruttare grazie alla sua velocità, pur mancando del dribbling, fondamentale per creare superiorità numerica e non rimanere chiuso sulla fascia. Nei calci piazzati e nei cross ha mostrato capacità discrete. Purtroppo è risultato carente nella fase difensiva.

## Carriera

### Club

#### Brøndby
Nel 2000 inizia la sua carriera da calciatore nel Brøndby dove compie l'intera trafila nelle giovanili. Il 26 agosto 2012 esordisce in prima squadra, in occasione del pareggio interno, per 1-1, contro l'Esbjerg andando a sostituire il compagno Jan Kristiansen al 72º minuto. Conclude la sua prima stagione con 4 presenze. Il 10 novembre 2013, alla sua seconda stagione da professionista, segna il suo primo gol in carriera nella vittoria, per 3-0, contro l'Aarhus. Il 9 marzo 2014 mette a segno la sua prima doppietta in occasione della vittoria casalinga, per 4-1, contro il Nordsjælland. Conclude la sua seconda stagione in gialloblu con 33 partite giocate e 3 gol contribuendo alla qualificazione in Europa League. Il 31 luglio 2014, esordisce anche nelle coppe europee, disputando la partita, persa per 0-3, di Europa League contro i belgi del Club Bruges. La terza stagione viene chiusa con 30 presenze e 3 reti ed anche in questa stagione la squadra si qualifica per l'Europa League. Nella quarta, ed ultima, stagione nel club danese ottiene il massimo riconoscimento da parte della società cioè viene premiato miglior giocatore stagionale. Conclude il suo percorso in patria con 107 presenze complessive, 7 gol e 12 assist.

#### Betis
Il 27 maggio 2016 è ufficializzato il suo trasferimento, a partite dal 1º luglio successivo, al club spagnolo del Real Betis che sborsa una cifra vicina ai 2 milioni di euro. L'esordio arriva il 20 agosto in occasione della trasferta persa, per 6-2, contro il Barcellona. Il 25 febbraio 2017 mette a segno la sua prima rete con indosso la nuova maglia in occasione della sconfitta casalinga, per 1-2, contro il Siviglia. Conclude la sua prima stagione in Spagna con un totale di 29 presenze e 1 rete.

#### Lazio e prestiti al Nizza e alla Salernitana e allo Sparta Rotterdam
Il 22 giugno 2018, dopo due stagioni con la maglia del Betis, passa agli italiani della Lazio, che sborsano circa 6,5 milioni di euro, siglando un contratto quinquennale. L'esordio arriva il 25 agosto successivo in occasione della trasferta persa, per 2-0, contro la Juventus.
Dopo una prima stagione negativa con la maglia biancoceleste, viene messo ai margini della rosa, e il 6 dicembre 2019 viene trovato l'accordo per il passaggio in prestito al Nizza che verrà formalizzato a partire dal 2 gennaio 2020. I suoi problemi in campo sono stati dovuti anche a infortuni pregressi.
Terminato il prestito in Francia, torna alla Lazio dove viene messo nuovamente ai margini della rosa, e il 22 gennaio 2021 viene ceduto in prestito alla Salernitana.
Conclude il prestito di 6 mesi in Campania collezionando poche presenze, per cui torna a Roma dove non viene convocato dal nuovo tecnico Sarri per la seconda fase del ritiro e di conseguenza rimane ai margini della rosa.
Il 31 gennaio 2022 viene ceduto in prestito allo Sparta Rotterdam.
Il 1º settembre dello stesso anno, viene ceduto in prestito annuale al Leganés, nella seconda serie spagnola. Tuttavia, non trovando sufficiente spazio nella formazione di Madrid, il 30 gennaio 2023 il giocatore viene richiamato dal club capitolino, e conseguentemente girato in prestito al Tenerife, nello stesso campionato, fino al termine della stagione.

#### ŁKS Lodz
Dopo aver risolto il proprio contratto con la Lazio nel luglio del 2023 e aver trascorso sei mesi da svincolato, l'8 gennaio 2024 Durmisi si unisce al ŁKS, nella massima serie polacca, con cui firma un contratto valido fino al termine della stagione.

### Nazionale
Con la Nazionale danese Under-17 ha partecipato al Mondiale Under-17 2011. Ha esordito invece, con la Nazionale Under-21 durante le qualificazioni all'Europeo 2015 di categoria.

## Statistiche

### Presenze e reti nei club
Statistiche aggiornate al 25 febbraio 2023.
| Stagione        | Squadra          | Campionato      | Campionato | Campionato | Coppe nazionali | Coppe nazionali | Coppe nazionali | Coppe continentali | Coppe continentali | Coppe continentali | Altre coppe | Altre coppe | Altre coppe | Totale | Totale |
| Stagione        | Squadra          | Comp            | Pres       | Reti       | Comp            | Pres            | Reti            | Comp               | Pres               | Reti               | Comp        | Pres        | Reti        | Pres   | Reti   |
| --------------- | ---------------- | --------------- | ---------- | ---------- | --------------- | --------------- | --------------- | ------------------ | ------------------ | ------------------ | ----------- | ----------- | ----------- | ------ | ------ |
| 2012-2013       | Brøndby          | SL              | 4          | 0          | CD              | 0               | 0               | -                  | -                  | -                  | -           | -           | -           | 4      | 0      |
| 2013-2014       | Brøndby          | SL              | 32         | 3          | CD              | 1               | 0               | -                  | -                  | -                  | -           | -           | -           | 33     | 3      |
| 2014-2015       | Brøndby          | SL              | 28         | 3          | CD              | 0               | 0               | UEL                | 2                  | 0                  | -           | -           | -           | 30     | 3      |
| 2015-2016       | Brøndby          | SL              | 29         | 1          | CD              | 4               | 0               | UEL                | 7                  | 0                  | -           | -           | -           | 40     | 1      |
| Totale Brøndby  | Totale Brøndby   | Totale Brøndby  | 93         | 7          |                 | 5               | 0               |                    | 9                  | 0                  |             | -           | -           | 107    | 7      |
| 2016-2017       | Real Betis       | PD              | 27         | 1          | CR              | 2               | 0               | -                  | -                  | -                  | -           | -           | -           | 29     | 1      |
| 2017-2018       | Real Betis       | PD              | 24         | 2          | CR              | 1               | 0               | -                  | -                  | -                  | -           | -           | -           | 25     | 2      |
| Totale Betis    | Totale Betis     | Totale Betis    | 51         | 3          |                 | 3               | 0               |                    | -                  | -                  |             | -           | -           | 54     | 3      |
| 2018-2019       | Lazio            | A               | 10         | 0          | CI              | 2               | 0               | UEL                | 7                  | 0                  | -           | -           | -           | 19     | 0      |
| 2019-gen. 2020  | Lazio            | A               | 0          | 0          | CI              | 0               | 0               | UEL                | 0                  | 0                  | SI          | -           | -           | 0      | 0      |
| gen.-giu. 2020  | Nizza            | L1              | 4          | 0          | CF              | 1               | 0               | -                  | -                  | -                  | -           | -           | -           | 5      | 0      |
| 2020-gen. 2021  | Lazio            | A               | 0          | 0          | CI              | 0               | 0               | UCL                | 0                  | 0                  | -           | -           | -           | 0      | 0      |
| gen.-giu. 2021  | Salernitana      | B               | 5          | 0          | CI              | -               | -               | -                  | -                  | -                  | -           | -           | -           | 5      | 0      |
| 2021-gen. 2022  | Lazio            | A               | 0          | 0          | CI              | 0               | 0               | UEL                | 0                  | 0                  | -           | -           | -           | 0      | 0      |
| Totale Lazio    | Totale Lazio     | Totale Lazio    | 10         | 0          |                 | 2               | 0               |                    | 6                  | 0                  |             | -           | -           | 18     | 0      |
| gen.-giu. 2022  | Sparta Rotterdam | ED              | 9          | 0          | CO              | -               | -               | -                  | -                  | -                  | -           | -           | -           | 9      | 0      |
| 2022-gen. 2023  | Leganés          | SD              | 10         | 0          | CR              | 1               | 0               | -                  | -                  | -                  | -           | -           | -           | 11     | 0      |
| gen.-giu. 2023  | Tenerife         | SD              | 1          | 0          | CR              | -               | -               | -                  | -                  | -                  | -           | -           | -           | 1      | 0      |
| Totale carriera | Totale carriera  | Totale carriera | 183        | 10         |                 | 12              | 0               |                    | 16                 | 0                  |             | -           | -           | 211    | 10     |

### Cronologia presenze e reti in nazionale
| Cronologia completa delle presenze e delle reti in nazionale ― Danimarca | Cronologia completa delle presenze e delle reti in nazionale ― Danimarca | Cronologia completa delle presenze e delle reti in nazionale ― Danimarca | Cronologia completa delle presenze e delle reti in nazionale ― Danimarca | Cronologia completa delle presenze e delle reti in nazionale ― Danimarca | Cronologia completa delle presenze e delle reti in nazionale ― Danimarca | Cronologia completa delle presenze e delle reti in nazionale ― Danimarca | Cronologia completa delle presenze e delle reti in nazionale ― Danimarca |
| Data                                                                     | Città                                                                    | In casa                                                                  | Risultato                                                                | Ospiti                                                                   | Competizione                                                             | Reti                                                                     | Note                                                                     |
| ------------------------------------------------------------------------ | ------------------------------------------------------------------------ | ------------------------------------------------------------------------ | ------------------------------------------------------------------------ | ------------------------------------------------------------------------ | ------------------------------------------------------------------------ | ------------------------------------------------------------------------ | ------------------------------------------------------------------------ |
| 8-6-2015                                                                 | Viborg                                                                   | Danimarca                                                                | 2 – 1                                                                    | Montenegro                                                               | Amichevole                                                               | -                                                                        | 72’                                                                      |
| 4-9-2015                                                                 | Copenaghen                                                               | Danimarca                                                                | 0 – 0                                                                    | Albania                                                                  | Qual. Euro 2016                                                          | -                                                                        |                                                                          |
| 7-9-2015                                                                 | Erevan                                                                   | Armenia                                                                  | 0 – 0                                                                    | Danimarca                                                                | Qual. Euro 2016                                                          | -                                                                        |                                                                          |
| 8-10-2015                                                                | Braga                                                                    | Portogallo                                                               | 1 – 0                                                                    | Danimarca                                                                | Qual. Euro 2016                                                          | -                                                                        |                                                                          |
| 11-10-2015                                                               | Copenaghen                                                               | Danimarca                                                                | 1 – 2                                                                    | Francia                                                                  | Amichevole                                                               | -                                                                        |                                                                          |
| 14-11-2015                                                               | Solna                                                                    | Svezia                                                                   | 2 – 1                                                                    | Danimarca                                                                | Qual. Euro 2016                                                          | -                                                                        |                                                                          |
| 17-11-2015                                                               | Copenaghen                                                               | Danimarca                                                                | 2 – 2                                                                    | Svezia                                                                   | Qual. Euro 2016                                                          | -                                                                        | 51’ 84’                                                                  |
| 24-3-2016                                                                | Herning                                                                  | Danimarca                                                                | 2 – 1                                                                    | Islanda                                                                  | Amichevole                                                               | -                                                                        |                                                                          |
| 29-3-2016                                                                | Glasgow                                                                  | Scozia                                                                   | 1 – 0                                                                    | Danimarca                                                                | Amichevole                                                               | -                                                                        |                                                                          |
| 3-6-2016                                                                 | Toyota                                                                   | Bosnia ed Erzegovina                                                     | 2 – 2 (4 – 3 dtr)                                                        | Danimarca                                                                | Kirin Cup                                                                | -                                                                        | 75’ 86’                                                                  |
| 7-6-2016                                                                 | Suita                                                                    | Danimarca                                                                | 4 – 0                                                                    | Bulgaria                                                                 | Kirin Cup                                                                | -                                                                        |                                                                          |
| 31-8-2016                                                                | Horsens                                                                  | Danimarca                                                                | 5 – 0                                                                    | Liechtenstein                                                            | Amichevole                                                               | -                                                                        | 65’                                                                      |
| 4-9-2016                                                                 | Copenaghen                                                               | Danimarca                                                                | 1 – 0                                                                    | Armenia                                                                  | Qual. Mondiali 2018                                                      | -                                                                        |                                                                          |
| 8-10-2016                                                                | Varsavia                                                                 | Polonia                                                                  | 3 – 2                                                                    | Danimarca                                                                | Qual. Mondiali 2018                                                      | -                                                                        |                                                                          |
| 11-10-2016                                                               | Copenaghen                                                               | Danimarca                                                                | 0 – 1                                                                    | Montenegro                                                               | Qual. Mondiali 2018                                                      | -                                                                        |                                                                          |
| 11-11-2016                                                               | Copenaghen                                                               | Danimarca                                                                | 4 – 1                                                                    | Kazakistan                                                               | Qual. Mondiali 2018                                                      | -                                                                        |                                                                          |
| 15-11-2016                                                               | Mladá Boleslav                                                           | Rep. Ceca                                                                | 1 – 1                                                                    | Danimarca                                                                | Amichevole                                                               | -                                                                        | 24’                                                                      |
| 26-3-2017                                                                | Cluj-Napoca                                                              | Romania                                                                  | 0 – 0                                                                    | Danimarca                                                                | Qual. Mondiali 2018                                                      | -                                                                        |                                                                          |
| 6-6-2017                                                                 | Brøndby                                                                  | Danimarca                                                                | 1 – 1                                                                    | Germania                                                                 | Amichevole                                                               | -                                                                        | 66’                                                                      |
| 10-6-2017                                                                | Astana                                                                   | Kazakistan                                                               | 1 – 3                                                                    | Danimarca                                                                | Qual. Mondiali 2018                                                      | -                                                                        |                                                                          |
| 5-10-2017                                                                | Podgorica                                                                | Montenegro                                                               | 0 – 1                                                                    | Danimarca                                                                | Qual. Mondiali 2018                                                      | -                                                                        | 43’                                                                      |
| 8-10-2017                                                                | Copenaghen                                                               | Danimarca                                                                | 1 – 1                                                                    | Romania                                                                  | Qual. Mondiali 2018                                                      | -                                                                        |                                                                          |
| 22-3-2018                                                                | Brøndby                                                                  | Danimarca                                                                | 1 – 0                                                                    | Panama                                                                   | Amichevole                                                               | -                                                                        | 67’                                                                      |
| Totale                                                                   |                                                                          | Presenze                                                                 | 23                                                                       |                                                                          | Reti                                                                     | 0                                                                        |                                                                          |

## Palmarès

### Club

#### Competizioni nazionali
- Coppa Italia: 1

Lazio: 2018-2019